# Antônio José Machado
Antônio José Machado (Fortaleza, 14 de outubro de 1809 — 12 de julho de 1861) foi um juiz (desembargador) e político brasileiro, deputado geral (1840-1860) e senador do Império do Brasil em 1861.

## Biografia
Era filho do comendador José Antônio Machado  e de Antônia Moreira da Conceição Machado. Aos doze anos de idade, em 3 de fevereiro de 1822, foi a Lisboa, recomendado pelos pais aos deputados, que nessa ocasião seguiam tomando parte nos trabalhos da Constituinte. Frequentou o curso de jurisprudência na Universidade de Coimbra, concluído o qual abriu sua matrícula. Porém, criadas no Brasil as faculdades de direito em Olinda e em São Paulo, regressou à pátria natal e continuou os estudos na Academia de Olinda, em que se bacharelou em 1834.
De volta ao Ceará, foi nomeado, em 1836, juiz de direito da comarca de Aracati, cargo que exerceu até 1842, quando foi removido para a de Sobral e, em 1846, para a de Baturité. Foi, por duas vezes, chefe de polícia da província, em 1853 e em 1855, e numa dessas ocasiões o governo imperial agraciou-o com a comenda da Imperial Ordem de Cristo.
Removido, em 1857, para a comarca de Angra dos Reis, RJ, logo foi nomeado desembargador da Relação da Corte.
Iniciara sua carreira política ainda em 1836, ao tomar assento na Assembleia Provincial do Ceará, como primeiro suplente, sendo eleito em mais duas legislaturas, até 1841. Também por vários anos foi deputado geral por sua província. Em 21 de maio de 1861, foi escolhido senador, na vaga deixada por José Martiniano de Alencar. Todavia, veio a falecer um mês e vinte e dois dias depois, aos 52 anos.
Era casado, desde 4 de setembro de 1852, com Matilde Pereira da Veiga, filha de Manuel Bernardes Pereira da Veiga, 1º barão de Jacutinga, e de Matilde Carolina Velho da Silva Veiga. O casal teve duas filhas, as quais, entretanto, não deixaram descendência.